# جورمان أغيلار
جورمان أغيلار (بالإسبانية: Jorman Aguilar)‏ (11 سبتمبر 1994 ببنما في بنما - ) هو لاعب كرة قدم بنمي في مركز الهجوم. شارك مع منتخب بنما تحت 17 سنة لكرة القدم ومنتخب بنما تحت 20 سنة لكرة القدم ومنتخب بنما لكرة القدم. أما مع النوادي، فقد لعب مع نادي بارما ونادي غوريتسا وC.A. Independiente de La Chorrera ‏ ونادي أولهانينسي وRío Abajo F.C. ‏ ونادي إسترا 1961.

## وصلات خارجية
- جورمان أغيلار على موقع الاتحاد الدولي (مؤرشف)  (الإنجليزية)
- جورمان أغيلار على موقع دوري كوريا الجنوبية (الإنجليزية)
- جورمان أغيلار على موقع قاعدة بيانات كرة القدم.إي يو (الإنجليزية)
- جورمان أغيلار على موقع ناشيونال فوتبول تيمز (الإنجليزية)
- جورمان أغيلار على موقع Soccerway.com (الإنجليزية)